# SS Progresul Timișoara
Progresul Timișoara a fost club de fotbal din Timișoara fondat în anul 1929.
Sediul și terenul pe care și-a disputat jocurile au fost la "Gara Mică", lângă pădurea verde fiind mulți ani echipa reprezentativă a cartierului "Fabric".